# Mykoła Korotkych
Mykoła Iwanowycz Korotkych (ukr. Микола Іванович Коротких, ros. Николай Иванович Коротких, Nikołaj Iwanowicz Korotkich; ur. 1909 w Kijowie, zm. wrzesień 1942 w Kijowie) – ukraiński piłkarz, grający na pozycji napastnika.

## Kariera piłkarska

### Kariera klubowa
W 1926 roku rozpoczął karierę piłkarską w klubie Metalisty Kijów. W latach 1932–1933 występował w drużynie Dinamo Iwanowo. Od 1934 bronił barw Dynama Kijów. W 1940 odszedł do zespołu Rot-Front Kijów. Po zajęciu Kijowa przez niemieckich okupantów został jeńcem wojennym. Po wyjściu z niewoli razem z innymi piłkarzami z Kijowa w zakładzie piekarskim zorganizowali drużynę Start Kijów. W 1942 piłkarze rozegrali dziewięć meczów towarzyskich. Uczestniczył w znanym "meczu śmierci". 6 września 1942 został aresztowany przez Gestapo. Niemcy znaleźli przy nim jego zdjęcie w mundurze funkcjonariusza NKWD. Jeszcze w tym samym miesiącu Korotkych zmarł z powodu tortur.

## Sukcesy i odznaczenia

### Sukcesy klubowe
- wicemistrz ZSRR: 1936 (wiosna)
- brązowy medalista Mistrzostw ZSRR: 1937
- zdobywca Pucharu Ukraińskiej SRR: 1937, 1938